# マイトアンドパワーステークス
マイトアンドパワーステークス（Might And Power Stakes）とはオーストラリアビクトリア州メルボルン郊外コーフィールドのコーフィールド競馬場で行われる競馬の競走である。

## 概要
グループ制ではG1に類される。施行距離は芝2000メートルで、出走条件は3歳上馬、負担重量は馬齢重量。2週間後に行われるコックスプレートの重要な前哨戦のひとつである。
なお、本競走を優勝するとコーフィールドカップへの優先出走権が与えられることになっている。
2021年より名馬マイトアンドパワーを冠した「マイトアンドパワー」にレース名を改称する。

## 近年の勝ち馬
- 2024 - Deny Knowledge[2]
- 2023 - Alligator Blood
- 2022 - Anamoe[3]
- 2021 - Probabeel[4]
- 2020 - Arcadia Queen[5]
- 2019 - Cape Of Good Hope [6]
- 2018 - Benbatl[7]
- 2017 - Gailo Chop[8]
- 2016 - Winx[9]
- 2015 - Criterion[10]
- 2014 - Fawkner[11]
- 2013 -	Atlantic Jewel
- 2012 -	Ocean Park
- 2011 -	Descarado
- 2010 -	So You Think
- 2009 -	Whobegotyou
- 2008 - Douro Valley
- 2007 - Maldivian
- 2006 - Casual Pass
- 2005 - El Segundo
- 2004 - Mummify
- 2003 - Lonhro
- 2002 - Lonhro